# Episema bipunctata
Episema bipunctata là một loài bướm đêm trong họ Noctuidae.